# トイレット (映画)
『トイレット』（toilet）は、2010年公開の日本映画。監督：荻上直子。2010年度芸術選奨新人賞受賞作。『かもめ食堂』『めがね』に続く、荻上による「異文化交流映画」の第3弾。同年7月16日、「第32回ぴあフィルムフェスティバル」でオープニング作品として先行上映され、同年8月28日に劇場公開された。家族の成長がテーマに据えられ、言葉の通じない祖母と同居することになった3兄妹の葛藤がユーモラスに描かれる。
日本映画であるが、全編が海外ロケーションで、かつすべて英語のセリフで占められ、日本語吹き替え版も製作されていない。日本を拠点にする出演者はもたいまさこただ1人である。

## ストーリー
北米のある街。企業の研究所に勤務するレイは、ママの死に直面し、さらにひとり暮らしのアパートも火事で焼けてしまう。実家に戻ったレイは、ピアニストだったが引きこもりになった兄・モーリー、詩人を目指す生意気な妹・リサ、6歳の雄猫・センセー、そしてママが死の直前に祖国の日本から呼び寄せていた「ばーちゃん」と同居することになる。レイは兄妹と折り合いが悪く、それまで関わり合いを避けており、「ばーちゃん」とはほとんど初対面だった。ばーちゃんは英語が一切話せず、これまでママ以外とコミュニケーションをとらずに、自分の部屋にこもっていた。また、毎朝のトイレが長く、出て来るたびに必ず深いため息をつくのだった。
ばーちゃんが自分たちの祖母であることを疑ったレイは、DNA鑑定のために、ひそかにばーちゃんのブラシから髪の毛を採取するが、それはリサのブラシであることにレイは気づかなかった。DNA鑑定の結果、リサには他の家族と血のつながりがないことが判明し、レイは驚くが、その事実を知らなかったのは家族でレイだけだった。
ある日、モーリーはママの部屋からミシンを発見する。ミシンで何かを作ることを思い立ったモーリーは、4年ぶりに外出するが、パニック障害の発作が出て、レイに助けを求める。モーリーとレイが帰宅すると、ばーちゃんが姿を消していた。たまたまリサがバス停にいたばーちゃんを発見する。ばーちゃんはモーリーに触発され、街へ出て猫の餌と餃子の材料、そしてたばこを買いに行っていたのだった。3兄妹とばーちゃんは餃子づくりで絆を深めていく。
モーリーはスカートを完成させた。スカートをはくと、それまで長く弾けなかったピアノが弾けるようになり、4年ぶりにコンクールに出場する。リサは自分の芸術を突き詰めるため、エア・ギター世界選手権の予選会に出場する。ばーちゃんがトイレのたびにため息をつくことが気がかりだったレイは、日本のトイレ事情に詳しい同僚のアグニのアドバイスを受け、火災保険の保険金を使って自宅に温水洗浄便座を設置しようとばーちゃんに提案する。設置工事を予約した矢先、ばーちゃんは病に倒れ、亡くなる。
温水洗浄便座の工事が完了した。レイはばーちゃんの遺灰の入った瓶を抱いて、洗浄を体験し、その技術に驚く。便器に向かい、慟哭するレイだったが、誤って便器の中に瓶を落とし、ばーちゃんの遺灰は自動洗浄で流れていってしまう。

## キャスト
- レイ・コートニー（次男・ロボットプラモオタクの青年） - アレックス・ハウス（英語版）
- リサ・コートニー（長女・勝気で生意気な大学生の妹） - タチアナ・マズラニー
- モーリー・コートニー（長男・引きこもりのピアニスト） - デイヴィッド・レンドル
- センセー（猫） - ダルトン
- ビリー（おもちゃ屋の店員・小説家志望の男） - スティーブン・ヤフィー
- アグニ（レイの同僚） - ガブリエル・グレイ
- 常にバス停にいる謎の女性 - サチ・パーカー
- ばーちゃん（日本人・3兄妹の祖母） - もたいまさこ

## スタッフ
- 監督・脚本 - 荻上直子
- エグゼクティブプロデューサー - 尾越浩文
- プロデューサー - 小室秀一、木幡久美、ショーン・バックリー
- アソシエイトプロデューサー - 小榑洋史、ジョエル・バーチ
- 撮影 - マイケル・レブロン
- 美術 - ダイアナ・アバタンジェロ
- 編集 - ジェームス・ブロックランド
- 音楽 - ブードゥー・ハイウェイ（英語版）
- 衣装 - 堀越絹衣
- フードスタイリスト - 飯島奈美
- 特別協賛 - TOTO
- 協賛 - カナダ観光局、エア・カナダ ほか
- 製作 - “トイレット”フィルムパートナーズ（ポニーキャニオン、スールキートス、パラダイス・カフェ、ショウゲート、博報堂DYメディアパートナーズ、パルコ、光文社、衛星劇場、Yahoo! JAPAN）
- 制作プロダクション - パラダイス・カフェ
- 制作協力 - バックプロダクションズ
- 配給 - ショウゲート、スールキートス

## 製作

### 企画・キャスティング
荻上にとっては3年ぶりの監督作品。本作の構想には5年を費やした。「トイレット」というインパクトのある題名は、『かもめ食堂』でフィンランド人のスタッフが日本のトイレに感激した時にひらめいたという。
オーディションを経て、兄妹役に3人の若手のカナダ人俳優が起用された。

### 撮影
カナダ・トロントで約20日間にわたりロケーション撮影された。荻上は1994年から6年間アメリカ合衆国に留学しており、北米で映画を作るのは念願であったという。
もたいは作中、2語しかセリフを発しない。

### 音楽
モーリーが弾くクラシック曲は、「あまり有名ではない名曲」とのリクエストを受け選曲された。
- フランツ・リスト『3つの演奏会用練習曲』第3曲 変ニ長調『ため息』
- ベートーヴェン『ピアノソナタ第21番 ハ長調（ヴァルトシュタイン）』
- ブラームス『ピアノのための6つの小品』第5曲『ロマンス ヘ長調』
- モーツァルト『幻想曲 ハ短調 K.475』
- フランツ・リスト『2つの伝説』第2曲 ホ長調『波の上を渡るパオラの聖フランチェスコ』

### 宣伝・興行
キャッチコピーは「みんな、ホントウの自分でおやんなさい」。
東京・新宿ピカデリーほかで全国公開された（初日38館、以降順次公開）。公開館では、題名にちなみ、先着入場者特典として「TOTOオリジナル金運ストラップ」がプレゼントされた。
もたいまさこは大阪・梅田ガーデンシネマで開催された舞台挨拶の際、上映後の鳴り止まない拍手に「ちょっと震えが来た」と感無量の表情を浮かべた。

## 評価
ぴあ初日満足度ランキング（ぴあ映画生活調べ）で第1位となった。

## ビデオグラム
2011年3月16日、DVDとブルーレイディスクが発売された（発売元：ショウゲート、販売元：ポニーキャニオン）。上記の通り、日本語吹き替え音声は収録されていない。